# Cantonul Dun-sur-Meuse
Cantonul Dun-sur-Meuse este un canton din arondismentul Verdun, departamentul Meuse, regiunea Lorena, Franța.

## Comune
- Aincreville
- Brieulles-sur-Meuse
- Cléry-le-Grand
- Cléry-le-Petit
- Doulcon
- Dun-sur-Meuse (reședință)
- Fontaines-Saint-Clair
- Liny-devant-Dun
- Lion-devant-Dun
- Milly-sur-Bradon
- Mont-devant-Sassey
- Montigny-devant-Sassey
- Murvaux
- Sassey-sur-Meuse
- Saulmory-et-Villefranche
- Villers-devant-Dun
- Vilosnes-Haraumont